# Stavhopp för herrar i friidrott vid olympiska sommarspelen 1988
Stavhopp för herrar vid olympiska sommarspelen 1988 i Seoul avgjordes den 28 september.

## Medaljörer
| Gren     | Guld                         | Guld   | Silver                           | Silver | Brons                            | Brons  |
| Stavhopp | Sergej Bubka · Sovjetunionen | 5,90 m | Rodion Gataullin · Sovjetunionen | 5,85 m | Grigorij Jegorov · Sovjetunionen | 5,80 m |

## Resultat

### Final
| Placering | Final                     | Höjd      |
| --------- | ------------------------- | --------- |
|           | Sergej Bubka (URS)        | 5.90 m OR |
|           | Rodion Gataullin (URS)    | 5.85 m    |
|           | Grigorij Jegorov (URS)    | 5.80 m    |
| 4.        | Earl Bell (USA)           | 5.70 m    |
| 5.        | Thierry Vigneron (FRA)    | 5.70 m    |
| 5.        | Philippe Collet (FRA)     | 5.70 m    |
| 7.        | István Bagyula (HUN)      | 5.60 m    |
| 8.        | Philippe d'Encausse (FRA) | 5.60 m    |
| 9.        | Asko Peltoniemi (FIN)     | 5.60 m    |
| 10.       | Kory Tarpenning (USA)     | 5.50 m    |
| 11.       | Zdeněk Lubenský (TCH)     | 5.50 m    |
| 12.       | Billy Olson (USA)         | 5.50 m    |
| 13.       | Hermann Fehringer (AUT)   | 5.40 m    |
| –         | Miroslaw Chmara (POL)     | NM        |
| –         | Marian Kolasa (POL)       | NM        |

### Icke-kvalificerade
| Placering | Icke-kvalificerade        | Höjd   |
| --------- | ------------------------- | ------ |
| 16.       | Kim Chul-Kyun (KOR)       | 5.30 m |
| 17.       | Paul Just (CAN)           | 5.30 m |
| –         | Lee Jae-Bok (KOR)         | NM     |
| –         | Javier García Chico (ESP) | NM     |
| –         | Andrew Ashurst (GBR)      | NM     |
| –         | Atanas Tarev (BUL)        | NM     |